# Besleria barbensis
Besleria barbensis är en tvåhjärtbladig växtart som beskrevs av Johannes von Hanstein. Besleria barbensis ingår i släktet Besleria och familjen Gesneriaceae. Inga underarter finns listade i Catalogue of Life.